# شوستاکوویچ ۲۶۶۹
سیارک ۲۶۶۹ (به انگلیسی: 2669 Shostakovich، نامگذاری:1976YQ2) دو هزار و ششصد و شصت و نهمین سیارک کشف شده‌است که در ۱۶ دسامبر ۱۹۷۶ کشف شد.
قدر مطلق سیارک برابر ۱۲٫۶۰ است.